# Agnès de Savoie (1445-1508)
Pour les articles homonymes, voir Agnès de Savoie.
Agnès de Savoie, comtesse de Longueville, née en 1445 et morte en 1508, est une princesse issue de la maison de Savoie, douzième enfant du duc Louis Ier de Savoie et d'Anne de Lusignan.

## Biographie
Agnès de Savoie née en 1445. Elle est la douzième enfant du duc de Savoie Louis Ier et de la princesse Anne de Chypre,.
Elle est la sœur de Charlotte de Savoie, épouse du roi Louis XI.
Elle épouse le 2 juillet 1466 François Ier d'Orléans-Longueville, (1447–1491), le fils de Jean de Dunois et de Marie d'Harcourt.
Ensemble ils ont :
- François II (1470-1512), comte de Dunois et Longueville, etc., premier duc de Longueville, sans postérité ;
- Louis Ier (1480-1516), comte de Montgommery, prince du Châlet-Aillon, et vicomte d'Abberville, puis duc de Longueville, etc., après son frère, qui continue la descendance.

Son époux meurt en 1491. Elle meurt le 15 mars 1508, à Paris. Sa tombe, située dans l'abbaye royale de Sainte-Geneviève-du-Mont, était placée près des marches du sanctuaire avec cette épitaphe :
« EXIGUO CLAUDUNTUR HOC SAXO INTESTINA NOBILIS DOMINAE AGNETIS DE SABAUDIA, UXORIS QUONDAM ILLUSTRISSIMI VIRI FRANCISCI, COMITIS DUGNENSIS; MOLEM AUTEM CORPORIS EXUIT SEXTO DECIMO MARTII, ANNO INCARNATI VERBI M° D° VIII° ».